# لوئی-ژان-فرانسوا لاگرینی

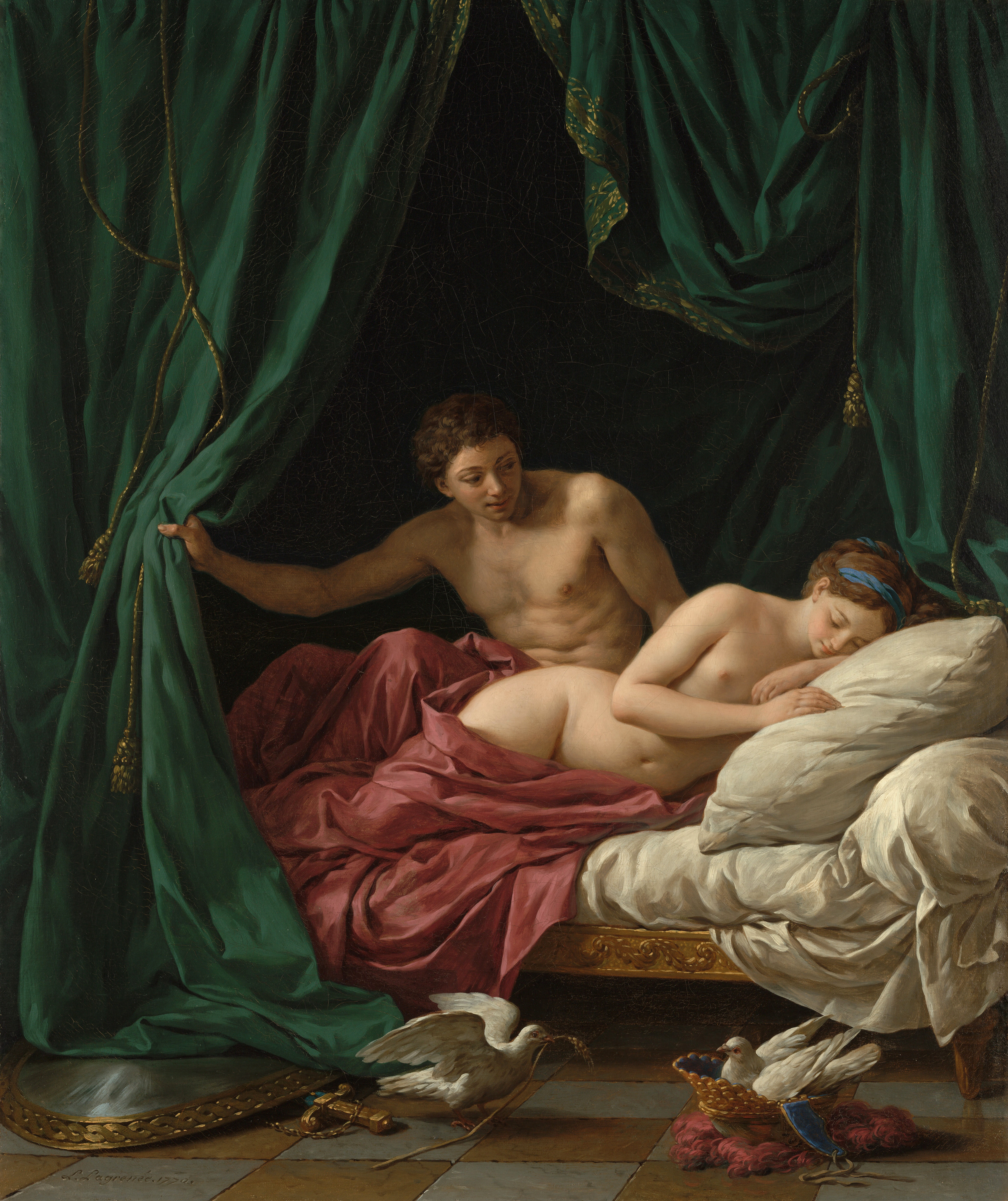
مریخ و ونوس، تمثیلی از صلح، نام اثری از لویی ژان فرانسوا لاگرینی، نقاش فرانسوی درباری سبک روکوکو است. این اثر اکنون در مالکیت مرکز گتی قرار دارد.

لوئی-ژان-فرانسوا لاگرینی (به فرانسوی: Louis-Jean-François Lagrenée) نقاش فرانسوی درباری سبک روکوکو و شاگرد چارلز-اندرو وان لو بود. وی برنده جایزه بزرگ رم برای نقاشی در سال ۱۷۴۹ میلادی و عضو منتخب آکادمی سلطنتی نقاشی و مجسمه سازی فرانسه در سال ۱۷۵۵ میلادی بود.
سوابق هنری قابل توجه او عبارتند از:
- نقاش درباری یلیزاوتا، امپراتریس روسیه
- رئیس آکادمی امپریال هنر در سن پترزبورگ
- رئیس اکادمی فرانسوی هنر در رم
- پروفسور و رئیس آکادمی سلطنتی نقاشی و مجسمه سازی فرانسه
- مدیر افتخاری موزه لوور

وی در سال ۱۸۰۴ میلادی، به پاس یک عمر فعالیت هنری، نشان شوالیه لژیون دونور را از ناپلئون بناپارت دریافت کرد.
لاگرینی در ژوئن ۱۸۰۵ و در سن ۸۰ سالگی درگذشت.

## زندگی
لاگرینی در ۳۰ دسامبر ۱۷۲۴ در پاریس متولد شد و در سنین کم در طراحی و نقاشی استعداد خود را نشان داد. در دوران جوانی‌اش استادان آکادمی سلطنتی فرانسه یک دوره آموزشی هنری با هزینه کم و با دسترسی عمومی را آغاز کردند، این دوره‌ها به استادان این آکادمی این فرصت را داد تا هر ساله ۶ تن از با استعدادترین دانش آموزان جوان را شناسایی و آموزش دهند، در واقع این دوره به دانش آموزان امکان تحصیل رایگان در آکادمی هنر و همچنین شانس شرکت در مسابقات هنری جایزه بزرگ رم را میداد. لاگرینی در بین ۶ دانش آموز منتخب قرار گرفت و زیر نظر چارلز-اندرو وان لو که یک نقاش سرشناس فرانسوی بود در اولین حضور خود در مسابقات هنری رم، در سال ۱۷۴۹ برنده شد. نقاشی که او در این مسابقات کشید تعبیر خواب فرعون توسط یوسف بود که احتمالا در گذر زمان از بین رفته است.

## نگارخانه

آثار لوئی-ژان-فرانسوا لاگرینی
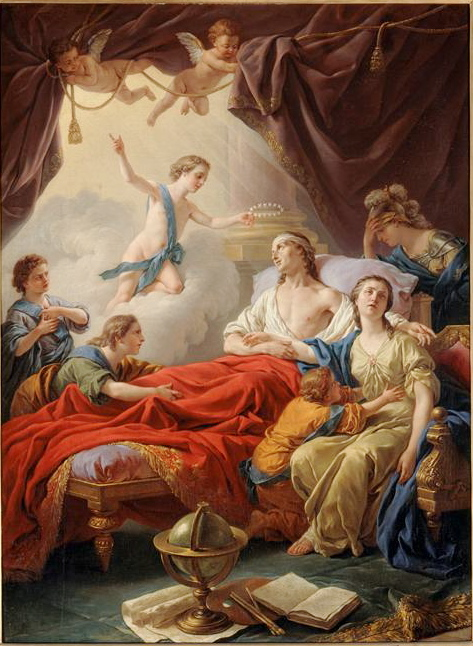
مرگ دوفین، (۱۷۶۵).
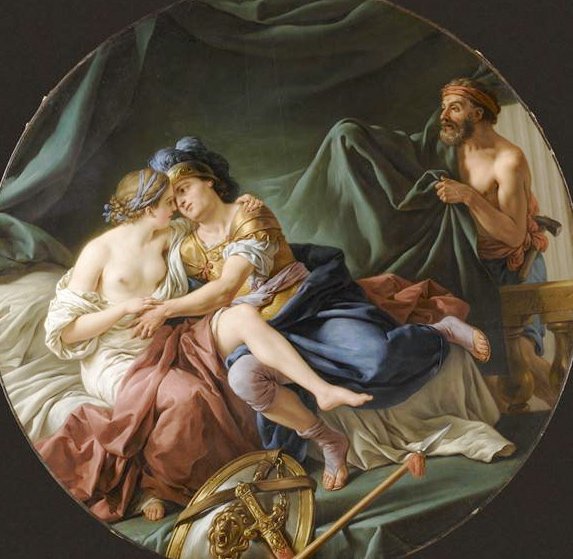
مارس و ونوس توسط ولکان غافلگیر می‌شوند, (۱۷۶۸).
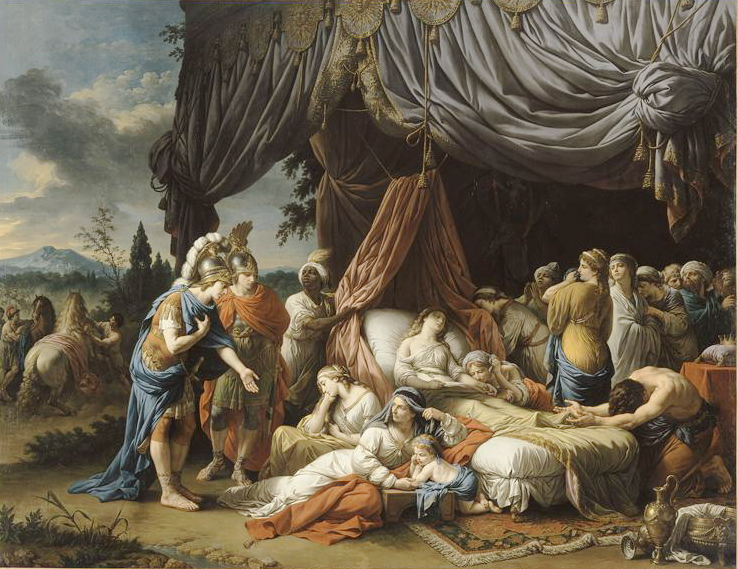
مرگ همسر داریوش, (۱۷۸۵).
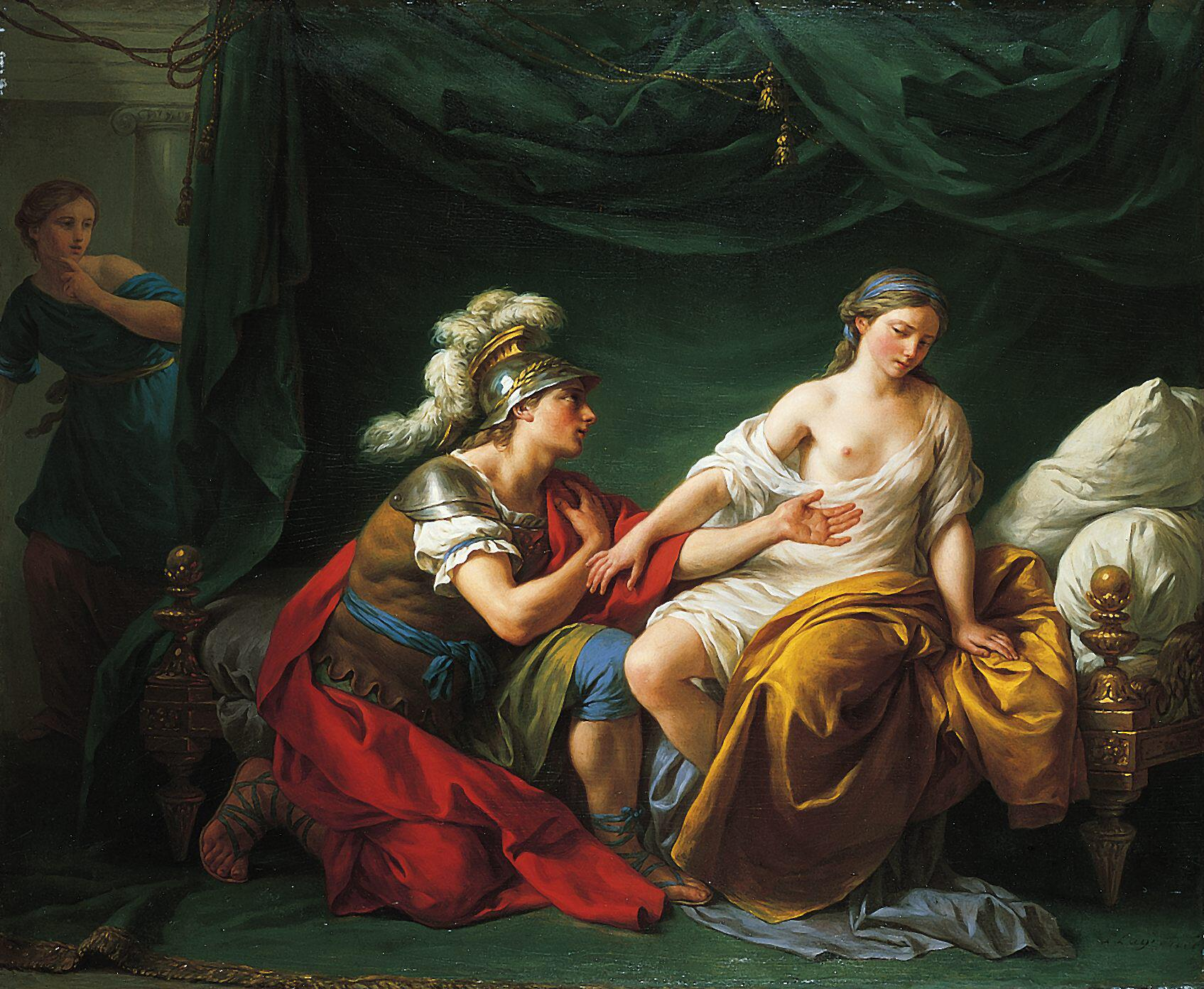
آلکیبیادس در مقابل معشوقه اش زانو زده است.